# Херсонский гренадерский полк
Херсонский гренадерский полк — пехотная воинская часть Русской императорской армии в 1790—1834 годах.

## История
- 7 января 1790 — Сформирован как Херсонский пехотный полк
- 17 июля 1790 — Преобразован в гренадерский
- 1790 — Участвовал в штурме Измаила в составе 6-й колонны генерал-майора М. И. Голенищева-Кутузова.

Тогда генерал-майор Голенищев-Кутузов по своей инициативе ввел резерв — Херсонский гренадерский полк, оставив из него 200 человек для обороны занятого участка крепостного рва на случай контратаки янычар. Удар херсонцев в штыки опрокинул нахлынувших на бастион турок и спешенных крымских татар.— А. В. Шишов. Генералиссимус Суворов
- 1794 — Участвовал в польской кампании в составе корпуса генерал-поручика А. В. Суворова. В 14 ротах полка числилось 2841 человек при 442 конях. Участвовал в деле 17.09. под Крупчицами  (ныне Чижевщина ) и 22.09. под Тересполем[1].

Преодоление Тростяницы представляло огромную трудность — это заняло час времени. Были разобраны ближайшие избы, брошены в болото балки, кавалерия рубила саблями кусты и мостила ими себе дорогу. Четыре батальонные пушки несли на плечах. При таком положении дел польский огонь производил в густых неприятельских рядах большие опустошения. Особенно потерпел херсонский гренадерский полк, напротив которого поляки успели поставить орудия. Картечь сметала в нем целые ряды. Два раза наступавшие смыкали ряды. В конце концов российская пехота переправилась через болота и около 15 ч заняла (егеря?) двор Малишевского, господствующий над тылами польских позиций.— Восстание Костюшко на Полесье. Крупчицкая битва.
- 31 октября 1798 — Генерал-лейтенанта Галберга полк
- 6 ноября 1798 — Генерал-майора Титова 1-го полк
- 31 января 1801 — Херсонский гренадерский полк
- 1816 — Совместно с 7-м егерским и Грузинским гренадерским полками составил резервную гренадерскую бригаду.
- Август 1828 — В составе отряда Попова очистил дорогу через Боржомское ущелье[2], а затем в составе отряда И. Ф. Паскевича участвовал в сражении при Ахалцыхе.

В 7.00 последовала новая атака противника, остановленная метким огнём и штыками Херсонский гренадер и егерей 41-го полка. Херсонцы, ведя огонь по туркам, пытавшимся атаковать наш центр по дну оврага, подошли к самому его краю, а их стрелковая цепь спустилась вниз и столкнулась с передовыми частями противника. Бой шел около часа, стрелки 2-го батальона Херсонцев в горячке боя перебрались на другую сторону оврага и были атакованы турецкой кавалерией. Только благодаря своему мужеству и отваге стрелкам удалось пробиться к своему полку.— Гололобов Михаил Алексеевич. Паскевич под Ахалцыхом
- 21 марта 1834 — Расформирован. Личный состав направлен на пополнение полков Кавказской гренадерной резервной бригады. 1-й батальон присоединен к Грузинскому гренадерскому полку, 3-й батальон — к пехотному генерал-фельдмаршала графа Паскевича-Эриванскаго полку. Из 2-го батальона был сформирован 3-й батальон Эриванского карабинерного полка.

## Шефы полка
- генерал-поручик граф Самойлов, Александр Николаевич
- хх.хх.хххх — хх.хх.1796 — генерал-аншеф Каховский, Михаил Васильевич[3]
- 03.12.1796 — 06.11.1798 — генерал-майор (с 15.03.1798 генерал-лейтенант) Галберг, Аполлон Карпович
- 06.11.1798 — 17.01.1811 — генерал-майор Титов, Николай Фёдорович
- 15.05.1811 — 25.08.1813 — полковник Кузнецов, Андрей Андреевич

## Командиры полка
- хх.хх.хххх — 02.09.1793 — полковник князь Волконский, Николай Алексеевич
- 02.09.1793 — 18.07.1797 — полковник князь Шаховской, Николай Леонтьевич[1]
- 18.07.1797 — 09.04.1798 — подполковник Вырубов, Иван Петрович
- 03.09.1798 — 16.04.1800 — полковник Мейер, Андрей Казимирович
- 22.06.1800 — 16.05.1803 — полковник Ушаков, Иван Фёдорович
- 04.08.1803 — 24.08.1806 — полковник Балла, Александр Фёдорович
- 21.07.1809 — 29.06.1811[4] — подполковник Жменский, Иван Юрьевич
- 26.01.1812 — 02.10.1814 — майор (с 17.10.1813 подполковник) Бухвостов, Иван Иванович
- 02.10.1814 — 15.01.1817 — подполковник Рябинин, Иван Михайлович
- 15.01.1817 — 28.03.1821 — полковник Берников, Александр Сергеевич
- 28.03.1821 — 25.03.1828 — полковник Попов, Павел Васильевич
- 12.08.1828 — 14.04.1829[5] — полковник Бурцев, Иван Григорьевич
- 21.04.1829 — 25.06.1829 — полковник Бахман, Яков Иванович
- 06.12.1829 — 30.03.1834 — командующий подполковник Берилёв, Александр Николаевич

## Известные люди, служившие в полку
- Князь Бебутов, Василий Осипович — генерал от инфантерии, герой Кавказских походов и Крымской войны.
- Князь Бекович-Черкасский, Фёдор Александрович — генерал-майор.
- Волконский, Сергей Григорьевич — генерал-майор, декабрист.
- Гильденшольд, Христиан Петрович — Кавказский гражданский губернатор.
- Керн, Ермолай Фёдорович — генерал-лейтенант, участник Наполеоновских войн.
- Князь Шаховской, Иван Леонтьевич — генерал от инфантерии, генерал-адъютант.
- Князь Шаховской, Николай Леонтьевич — сенатор.

## Интересные факты
- Солдатам полка, который в 1829 году был расквартирован в Гори, принадлежит заслуга открытия первого минерального источника в ущелье Боржоми[6].